# Parc nacional reial de Manas
El parc nacional reial de Manas és el parc nacional més antic de Bhutan i el govern real el considera l"aparador de conservació del Regne" i un "dipòsit genètic" per a plantes valuoses. Té una superfície de 1.057 quilòmetres quadrats i abasta el districte de Sarpang oriental, la meitat occidental del districte de Zhemgang i l'oest del districte de Pemagatshel.
Està connectat a través de corredors biològics amb el Santuari de la vida salvatge de Phibsoo, el parc nacional Jigme Singye Wangchuck, el parc nacional de Thrumshingla i el Santuari de la vida salvatge de Khaling. El Royal Manas també deriva directament al Parc Nacional Manas del Patrimoni Mundial a Assam, Índia, al sud. Es troba catalogat com a lloc provisional a la llista d'aspirants de Bhutan per a la inclusió de la UNESCO.
L'entrada està prohibida al públic.

## Clima
Durant la temporada de monsons de maig a setembre, al parc nacional es poden produir fins a 5.000 mm de pluja. A la resta de parts de l'any hi ha poca pluja. El millor temps de viatge és de novembre a març, ja que durant aquest temps les temperatures són molt agradables.

## Història
Royal Manas va ser un dels primers focus del fons Bhutan Trust Fund a principis dels anys 90, va rebre el desenvolupament d'infraestructures i les avaluacions basades en dades biològiques i socioeconòmiques. El primer pla de gestió del parc de Bhutan es va preparar per a Reial Manas i la gestió va ser la guia per d'altres parcs.

## Flora
Els hàbitats del parc nacional de Reial Manas van des de boscos tropicals de terra baixa fins a camps de gel permanents. Les ecoregió al parc inclouen boscos de fulla ampla oriental de l'Himàlaia i boscos de pins subtropicals de l'Himàlaia.
Royal Manas també produeix diverses espècies vegetals utilitzades en menjar, comerç, medicina i rituals religiosos. Unes 5.000 persones viuen en pobles remots i aïllats dins del parc.

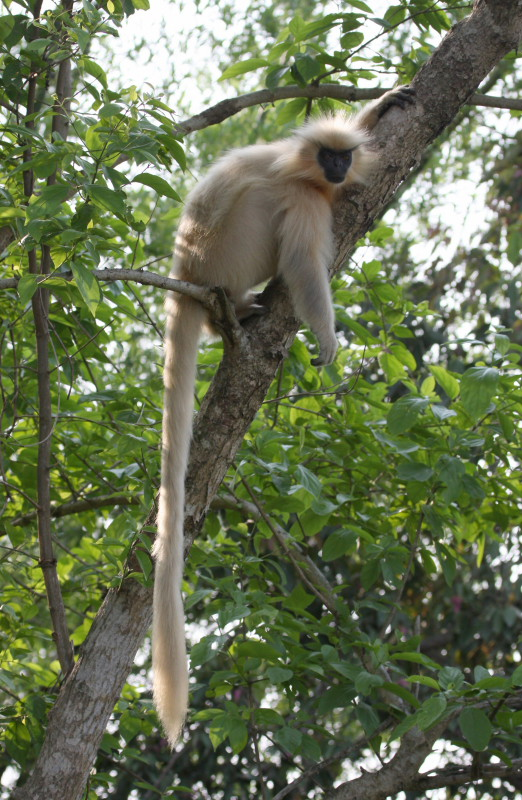
Imatge del langur daurat mostrant la llarga cua

## Fauna
El Parc Nacional del Royal Manas acull tigres de Bengala, elefants, gaur (Bos gaurus), a més langur daurat de Gee (Presbytis geei), porc senglar pigmeu (Sus salvanius), conill d'Assam (Caprolagus hispidus) i dofí del riu Ganges (Platanista). És també l'únic parc butanès habitat pel rinoceront d'una banya (Rhinoceros unicornis) i el búfal d'aigua salvatge (Bubalus arnee). A l'ampli parc viuen també centenars d'espècies d'ocells -entre les quals quatre espècies de calaus, una d'elles el calau collrogenc (Aceros nipalensis)-.

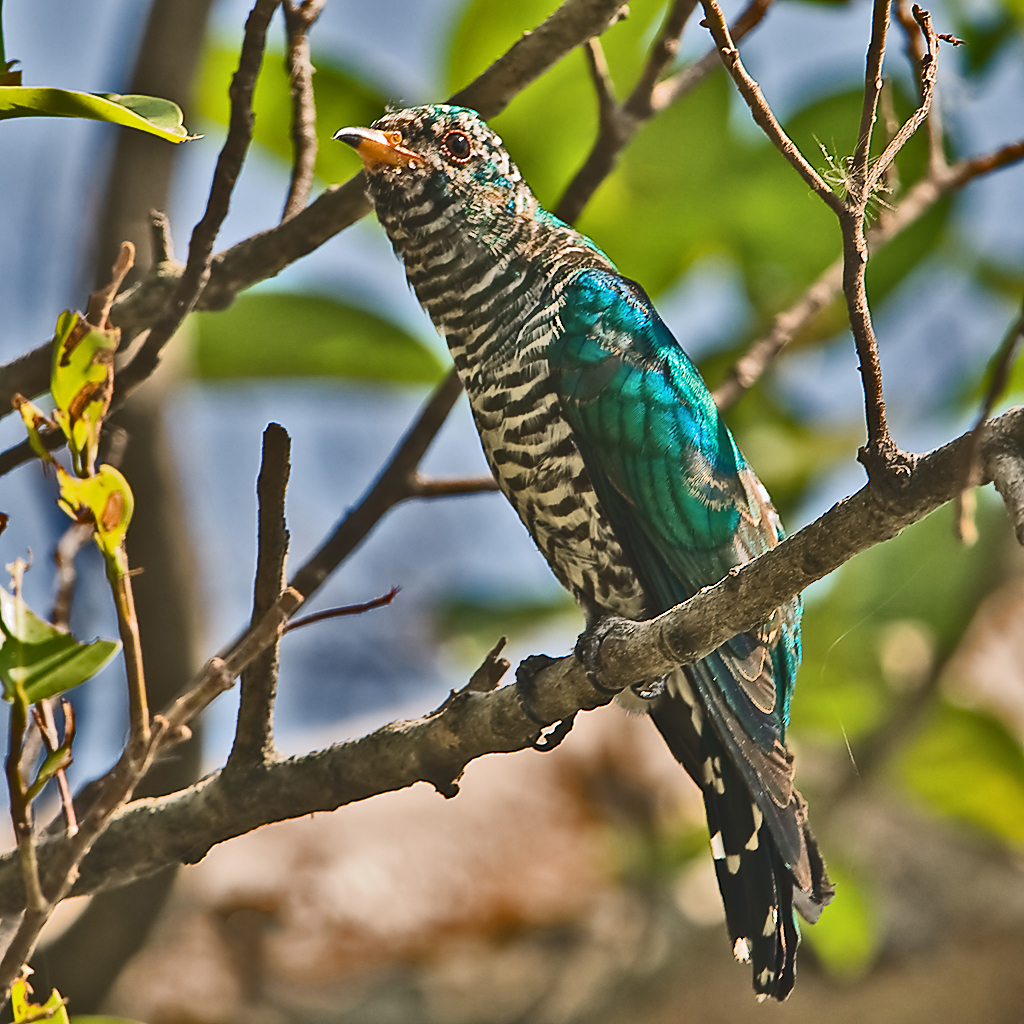
Cucut maragda asiàtic, un dels ocells que hi viu

L'avifauna del parc està representada per 430 espècies registrades fins ara, tot i que la seva riquesa global s'estima en més de 530 espècies. Aquí viuen, entre d'altres: Arborophila mandellii, la garsa de ventre blanc (Ardea insignis), l'àguila de cua blanca (Haliaeetus leucoryphus), Monticola cinclorhynchus, Aceros nipupakniki, Spelaeornis formosus syn. Elachura formosa, Chrysococcyx maculatus, garsa oriental (Gorsachius melanolophus), Aviceda leuphotes, Buceros bicornis, Francolinus francolinus. Dues de les aus trobades aquí estan sotmeses a una protecció completa de les espècies a causa de l'amenaça crítica, i un total de dotze espècies es troben al Llibre vermell de les espècies amenaçades de la UICN. Des del 2004, BirdLife International ha reconegut el parc nacional com a refugi d'ocells de l'IBA a causa de la presència d'unes 6 espècies d'aus. Tres d'elles són: Gyps bengalensis, Prinia cinereocapilla i Sitta formosa.

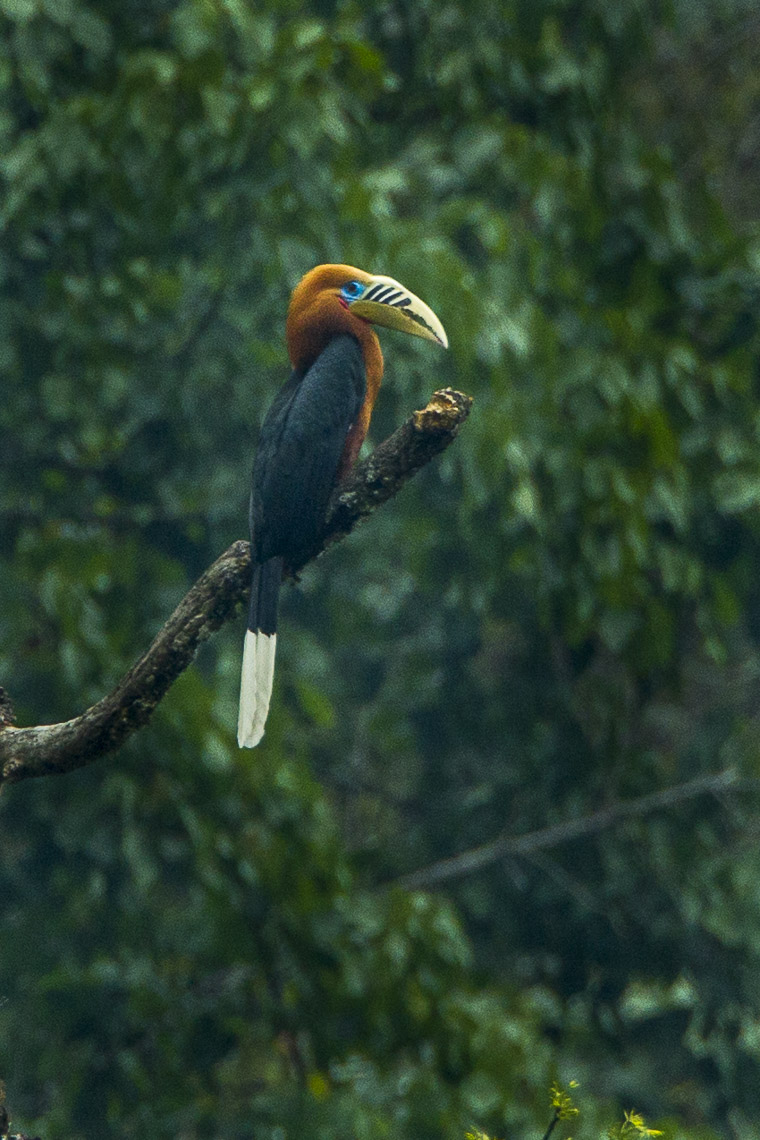
Calau collrogenc fotografiat en un bosc del Bhutan

El riu Manas i els seus afluents acullen tres espècies de peixos migratoris rars semblants a la carpa, anomenats mahseer: el mahseer Tor tor, el mahseer daurat Tor putitora i el mahseer xocolata Acrossocheilus hexangonolepis.

## Vegeu
Zones protegides de Bhutan